# FC Košice
FC Košice je slovenský fotbalový klub z Košic. Vznikl 12. května 2018 po rozpadu FC VSS Košice spojením klubů TJ FK Vyšné Opátske a FK Košice-Barca. Klubovými barvami jsou žlutá a modrá. V sezoně 2022/23 zvítězil ve 2. lize a vybojoval si postup do Niké ligy. Svoje zápasy odehrává v Košické fotbalové aréně s kapacitou 12 555 diváků. 

## Umístění A mužstva v jednotlivých sezonách

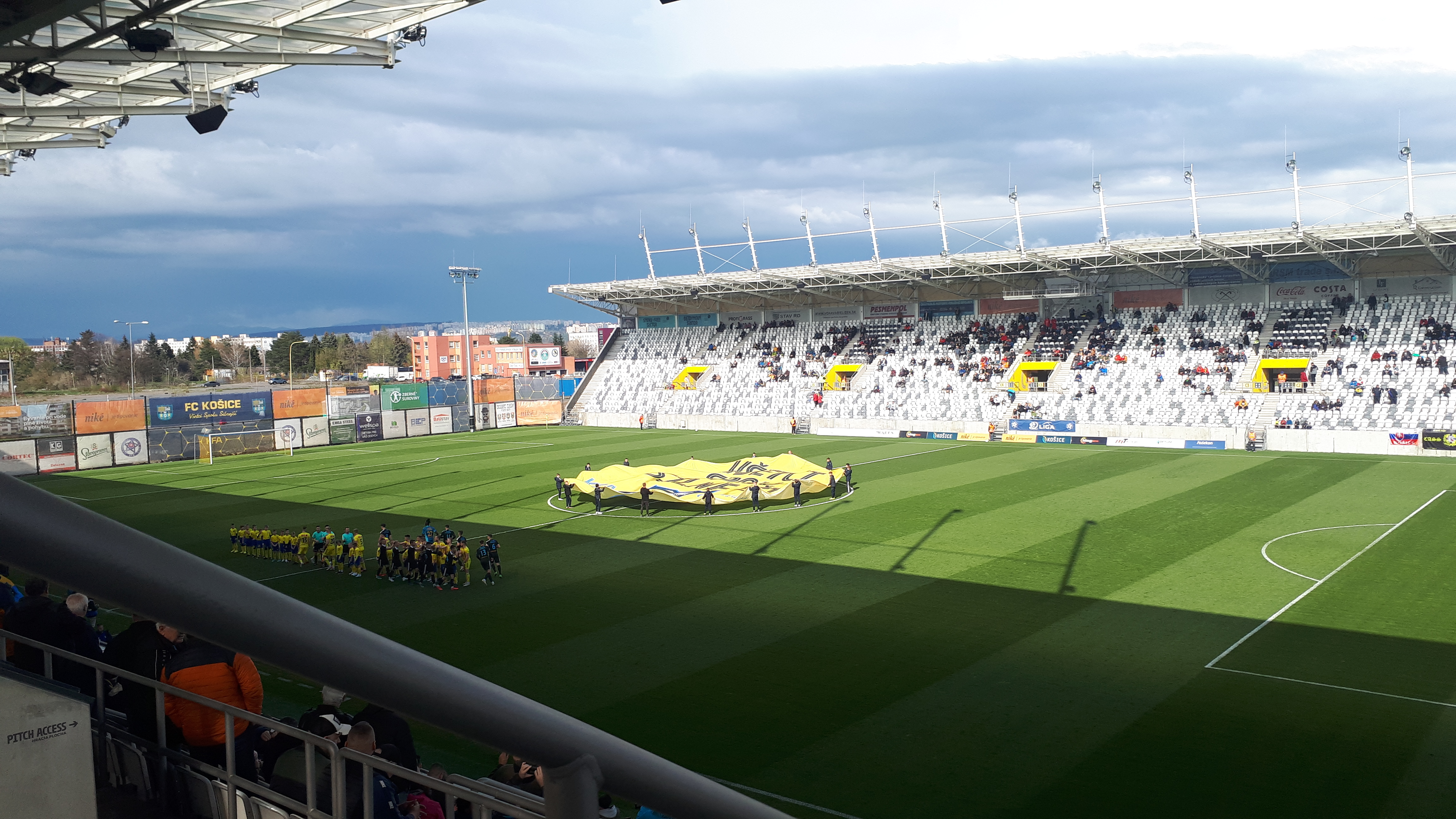
Košická futbalová aréna (duben 2023)

| Slovensko (2018 – současnost) |                 |        |    |        |
| Sezóna                        | Soutěž          | Úroveň | B  | Pozice |
| 2018/19                       | 3.liga - Východ | 3      | 75 | 1.     |
| ** 2019/20                    | 2.liga          | 2      | 21 | 10.    |
| 2020/21                       | 2.liga          | 2      | 49 | 5.     |
| 2021/22                       | 2.liga          | 2      | 56 | 5.     |
| 2022/23                       | 2.liga          | 2      | 66 | 1.     |
| 2023/24                       | Niké liga       | 1      | 27 | 10.    |
| 2024/25                       | Niké liga       | 1      | '  | .      |

**= sezona předčasně ukončena z důvodu pandemie covidu-19

## Vedení klubu
| Pozice                  | Jméno            |
| ----------------------- | ---------------- |
| Prezident klubu         | Ing. Dušan Trnka |
| Ředitel klubu           | Mgr. Ádám Geri   |
| Generální manažer klubu | Pavol Turczyk    |
| Sportovní ředitel       | Marek Sapara     |
| Manažer klubu           | Ing. Roman Šimko |

## Aktuální soupiska

### Sezona 2024/25 - Niké liga - jarní část

#### Hráčský kádr[7]
| Brankáři    | Obránci                  | Záložníci           | Útočníci         |
| ----------- | ------------------------ | ------------------- | ---------------- |
| Matúš Kira  | Kevin Kouassivi-Benissan | Marek Zsigmund      | Roman Čerepkai   |
| Dávid Šípoš | Nassim Innocenti         | Zyen Jones          | Timotej Vavrík   |
|             | Ján Krivák               | Dávid Gallovič      | Karlo Milijanić  |
|             | Szilárd Bokros           | Dalibor Takáč       | Giannis Niarchos |
|             | Daniel Magda             | Miroslav Sovič      |                  |
|             | Jakub Jakubko            | Luís Dos Santos     |                  |
|             | Lukáš Fabiš              | Michal Faško        |                  |
|             | Dominik Kružliak         | Galymzhan Kenzhebek |                  |
|             | Matej Jakúbek            | Rastislav Korba     |                  |
|             |                          | Michal Domik        |                  |

#### Realizační tým
| Pozice           | Jméno            |
| ---------------- | ---------------- |
| Hlavní trenér    | Roman Skuhravý   |
| Asistent trenéra | Ľubomír Kordanič |
| Asistent trenéra | Marián Kello     |